# Agstafa
Agstafa (azeră Ağstafa) este un oraș din Azerbaidjan.